# Ioánnis Bouroúsis
Ioánnis Bouroúsis (en grec : Ιωάννης Μπουρούσης), souvent appelé Yánnis Bouroúsis (Γιάννης Μπουρούσης), né le 17 novembre 1983 à Karditsa, est un joueur grec de basket-ball.

## Biographie
À la fin de la saison 2005-2006, il rejoint le FC Barcelone pour disputer les playoffs du championnat espagnol. Il ne participe qu'à 3 rencontres pour un seul panier marqué.
En avril 2014, Bouroúsis est nommé meilleur joueur de la deuxième journée des playoffs de l'Euroligue, ex æquo avec Curtis Jerrells. Bouroúsis réalise une évaluation de 24, marque 19 points (à 7 sur 10 à deux points) et prend 10 rebonds dans la victoire du Real contre son ancienne équipe, l'Olympiakos.
En décembre 2014, Bourousis est nommé meilleur joueur de la 10e journée de la saison régulière de l'Euroligue. Il réalise une évaluation de 31 (19 points et 10 rebonds) dans la victoire du Real Madrid face à l'Anadolu Efes.
En juillet 2021, Bouroúsis annonce sa retraite sportive.

## Palmarès

### En club
- Champion de Grèce : 2002, 2017
- Vainqueur de la Coupe de Grèce : 2010, 2011, 2017
- Vainqueur de la Coupe du Roi d'Espagne en 2014, 2015
- Vainqueur de la Supercoupe d'Espagne : 2013, 2014
- Champion d'Espagne : 2015
- Vainqueur de l'Euroligue en 2015

### Sélection nationale

#### Championnat d'Europe
- Médaille d'or du Championnat d'Europe 2005 à Belgrade, Serbie
- 4e du Championnat d'Europe 2007 à Madrid, Espagne
- Médaille de bronze du Championnat d'Europe 2009 en Pologne

#### Compétitions de jeunes
- Médaillé d'or des championnats d'Europe espoirs 2002

### Distinctions personnelles
- Nommé dans le meilleur cinq de l'Euroligue de basket-ball 2008-2009.
- Nommé dans le meilleur cinq de l'Euroligue de basket-ball 2015-2016.